# Svatožizňa
Svatožizňa (lateinisch: Szuentezizna, slowakisch: Svätožízňa) war eine böhmische Fürstin aus der Přemysliden-Dynastie und Schwester des böhmischen Fürsten Knjas Bořivoj I. Als solche wurde sie 871 im Rahmen einer politischen Heirat die Ehefrau des mährischen Fürsten und späteren Königs Svatopluk I. Sie war höchstwahrscheinlich die Mutter vom späteren mährischen Thronfolger Mojmír II.
Dank dieser Heirat konnte Svatopluk I. das mächtigste böhmische Adelsgeschlecht – die Přemysliden – an sich binden und nach dem Tod Bořivojs I. 888 im Namen von Bořivojs minderjährigen Söhnen sein Herrschaftsgebiet auf Böhmen ausdehnen. Die Zugehörigkeit Böhmens zu Svatopluks Großmährischem Reich wurde 890 dann auch von Arnulf von Kärnten anerkannt.